# Teufik Velagić
Teufik Velagić (Blagaj, 28. siječnja 1925.), bosanskohercegovački muslimanski političar

## Životopis
Rođen u Blagaju 28. siječnja. Pogrešno piše u knjigama da je rođen 15. veljače. U rodnom mjestu završio je mekteb i osnovnu školu. U Mostaru je pohađao realnu gimnaziju. Upisao je Nuvab, Islamski teološki fakultet, čime je izbjegao mobilizaciju u domobrane 1944. godine. Kao student Nuvaba dočekao je nove vlasti, premda tad fakultet nije djelovao. Ipak je mobiliziran u vojsku 1947. godine. Upisao je studij agronomije u Zagrebu. 15. travnja 1949. uhićen je u Zagrebu, po povratku s namaza, kao pripadnik organizacije Mladi muslimani i smješten u zatvor na Savskoj cesti, poslije premješten u Đorđićevu. Nakon dva-tri dana s drugim iz skupine svezan je sproveden u Sarajevo u središnji zatvor. U trenutku uhićenja završio je tri semestra. Imao je sreću za razliku od kolega jer nije bio premlaćivan. Osuđen je prvo na petnaest godina, pa su kaznu smanjili za tri godine, i uvjetno je pušten nakon deset godina. Zatvorsku kaznu odradio je u Stocu u knjigovodstvu, pa u Zenici u KPD od kraja prosinca 1949. Četvrti semestar upisao je deset godina poslije uhićenja, kad je uvjetno pušten, i s uspjehom je u Zagrebu završio studij 1961. godine. Radio je kao akviziter knjiga i na Sajmu kao pomoćni radnik. Svoju davnu odluku iz 1950. o emigriranju ("kad je u knjigovodstvu na zidu visio zemljovid Jugoslavije") odlučio je ostvariti i na put u emigraciju se zaputio 29. lipnja 1962. godine. Izabrao je Maribor kao polazište za bijeg i u tome je uspio. Bio je u Švicarskoj, Njemačkoj pa u Austriji gdje se zadržao i ostao živjeti. Radio je kao građevinski radnik, pa u tvornici tekstila kod Beča. Većinu radnog staža proveo je u dobrotvornoj organizaciji za prihvat političkih izbjeglica koja je i njemu pomogla. Radio je u odjelu za izbjeglice Ekumenskog vijeća Crkava, čije je sjedište bila Geneva. Ta se organizacija također brinula i o muslimanima iz Jugoslavije i Bugarske. U Beču je ostao živjeti i nakon odlaska u mirovinu.